# Homosexualität in Äquatorialguinea

Geografische Lage von Äquatorialguinea

Homosexualität in Äquatorialguinea ist in Teilen der Gesellschaft tabuisiert, homosexuelle Handlungen sind legal.

## Legalität
Homosexuelle Handlungen sind in Äquatorialguinea legal. Es existiert kein Antidiskriminierungsgesetz in Äquatorialguinea.

## Anerkennung gleichgeschlechtlicher Partnerschaften
Eine staatliche Anerkennung von gleichgeschlechtlichen Paaren besteht weder in der Form der gleichgeschlechtlichen Ehe noch in einer eingetragenen Partnerschaft in Äquatorialguinea.